# Tillandsia oerstediana
Tillandsia oerstediana là một loài thuộc chi Tillandsia. Đây là loài bản địa của Costa Rica.